# Daggert
En daggert er en kniv med en meget skarp spids, der er beregnet som stikvåben. Daggerter går tilbage i forhistorisk tid og har været anvendt til nærkamp til i dag. Mange gamle kulturer benyttede dekorerede daggerter til rituelle og cerimonielle formål. Dens særlige form og brug har gjort daggerten til en ikon og et symbol.
Ordet daggert har været brugt om meget forskellige stikvåben som knive med én skærende æg som den europæiske rondeldaggert eller den persiske pesh-kabz. I nogle tilfælde har den ingen æg som i stiletknive, der blev benyttet i renæssancen. I løbet af de seneste 100 år har myndigheder anerkendt daggerten som et kort blad med en skarp tilspidset spids, en ryg der sidder i midten, eller en konkav rille og normalt to ægge i klingens fulde længden eller størstedelen af den.
De fleste daggerter har en hel parerstang, der forhindrer at hånden glider ned over den skarpe klinge. Et andet karakteristisk træk ved moderne daggerter er, at de er beregnet til at holdes horisontalt. Det gør det muligt at hugge både til højre og venstre og at stikke med våbnet. Den tveæggede klinge gør det muligt at skære med både forhånd- og baghåndsgreb, og spidsen gør kniven til et effektivt stikvåben. Denne alsidighed adskiller den moderne daggert fra mere specialiserede stikvåben som stiletknive.